# XBRL International
XBRL International (XII) est l'organisation internationale de normalisation qui développe et maintient la norme XBRL et les spécifications connexes afin d'améliorer l'information commerciale dans l'intérêt de tous. Il s'agit d'un consortium mondial à but non lucratif d'environ 600 organisations publiques et privées travaillant ensemble pour promouvoir la collecte, l'échange et l'utilisation de données structurées pour la présentation et l'analyse des données.

## Histoire
XBRL est initialement issue du travail de l'American Institute of Certified Public Accountants (AICPA), créé comme un moyen de progresser dans la présentation des rapports financiers et de faciliter l'échange global de données financières. XBRL International a été créé pour assurer la compatibilité et l'accord entre les membres du secteur et promouvoir l'adoption internationale de la norme.

## Composition
Les membres de XII sont composés de « Juridictions » qui agissent en tant que représentants d'un pays au consortium, et membres directs. Les deux types de membres comprennent des entreprises, des organisations à but non lucratif, des universités, des organismes gouvernementaux et dans certains cas, des particuliers.

## Gouvernance
Le XII est dirigé par un conseil d'administration élu par les membres. Il définit la direction générale de l'organisation et est composé de représentants des juridictions, de membres directs et de membres qui peuvent être hors de l'organisation.
La gestion technique de la norme XBRL et le développement des spécifications sont supervisés par le Conseil des normes XBRL. Le Conseil des meilleures pratiques est chargé de rassembler, d'évaluer et de diffuser des directives pour l'application de XBRL.